# Franz Sedmigradsky
Franz (Frantz) Fredric Sedmigradsky (Sedmigradskij), född 15 oktober 1783 i Stockholm, död 4 september 1855 i Helsingfors, var en svensk ritlärare, målare och titulärråd.
Han var son till hingstridaren och traktören Frantz Joseph Hörl (sedermera Sedmigradsky) och Margaretha Maria Törnblom. Sedmigradsky var sedan sitt 15 år elev vid Konstakademien i Stockholm där han tre gånger belönades med olika medaljer. På akademiutställningen 1804 visade han upp två historiemålningar utförda i olja. Två år senare var han bosatt i Göteborg där han via annonser erbjöd sina tjänster som ritlärare men uppdragen blev få och han ansökte  redan samma år om pass för att via Finland resa till St:Petersburg. Han blev genom Gustaf Mauritz Armfelts förmedling utnämnd till ritmästare vid Åbo akademi 1812 och han innehade tjänsten fram till 1840 utan att någonsin tillträda den. Han anställdes som ritlärare vid Die Deutsche Hauptschule zu St. Petri i St:Petersburg 1817. Vid sidan av denna tjänst var han även verksam som privat teckningslärare i förmögna ryska adelsfamiljer. Efter att han samlat på sig en förmögenhet flyttade han 1841 till Helsingfors där han köpte sig en förnäm gård i centrum av stan. Vid sin död testamenterade han hela sin förmögenhet till en småskola för stadens fattiga barn. Skolan beskrevs av Z Topelius och andra som Gamle herrns småbarnsskola och växte med tiden ut till fem verksamma barnträdgårdar. Av Sedmigradskys konstnärliga produktion har endast några oljemålningar och fantasilandskap bevarats. Sedmigradsky är representerad vid Ateneum i Helsingfors och i Sedmigradskys stiftelse på Konstmuseet Sinebrychoff. 